# Schefflera pallens
Schefflera pallens är en araliaväxtart som beskrevs av Maguire, Steyerm. och David Gamman Frodin. Schefflera pallens ingår i släktet Schefflera och familjen araliaväxter. Inga underarter finns listade.